# Brough, East Riding of Yorkshire
Brough är en ort i Storbritannien.   Den ligger i grevskapet East Riding of Yorkshire och riksdelen England, i den sydöstra delen av landet, 250 km norr om huvudstaden London. Brough ligger 8 meter över havet och antalet invånare är 8 764.
Terrängen runt Brough är platt. En vik av havet är nära Brough åt sydost. Runt Brough är det ganska tätbefolkat, med 139 invånare per kvadratkilometer. Närmaste större samhälle är Kingston upon Hull, 15,7 km öster om Brough. Trakten runt Brough består till största delen av jordbruksmark.